# Biblioteca Lily Lawrence Bow
La Biblioteca Lily Lawrence Bow  es un edificio histórico ubicado en Homestead, Florida. La Biblioteca Lily Lawrence Bow se encuentra inscrito  en el Registro Nacional de Lugares Históricos desde el 5 de agosto de 1996.

## Ubicación
Biblioteca Lily Lawrence Bow se encuentra dentro del condado de Miami-Dade en las coordenadas 25°28′17″N 80°28′47″O / 25.471389, -80.479722.